# Gräfin von Paris

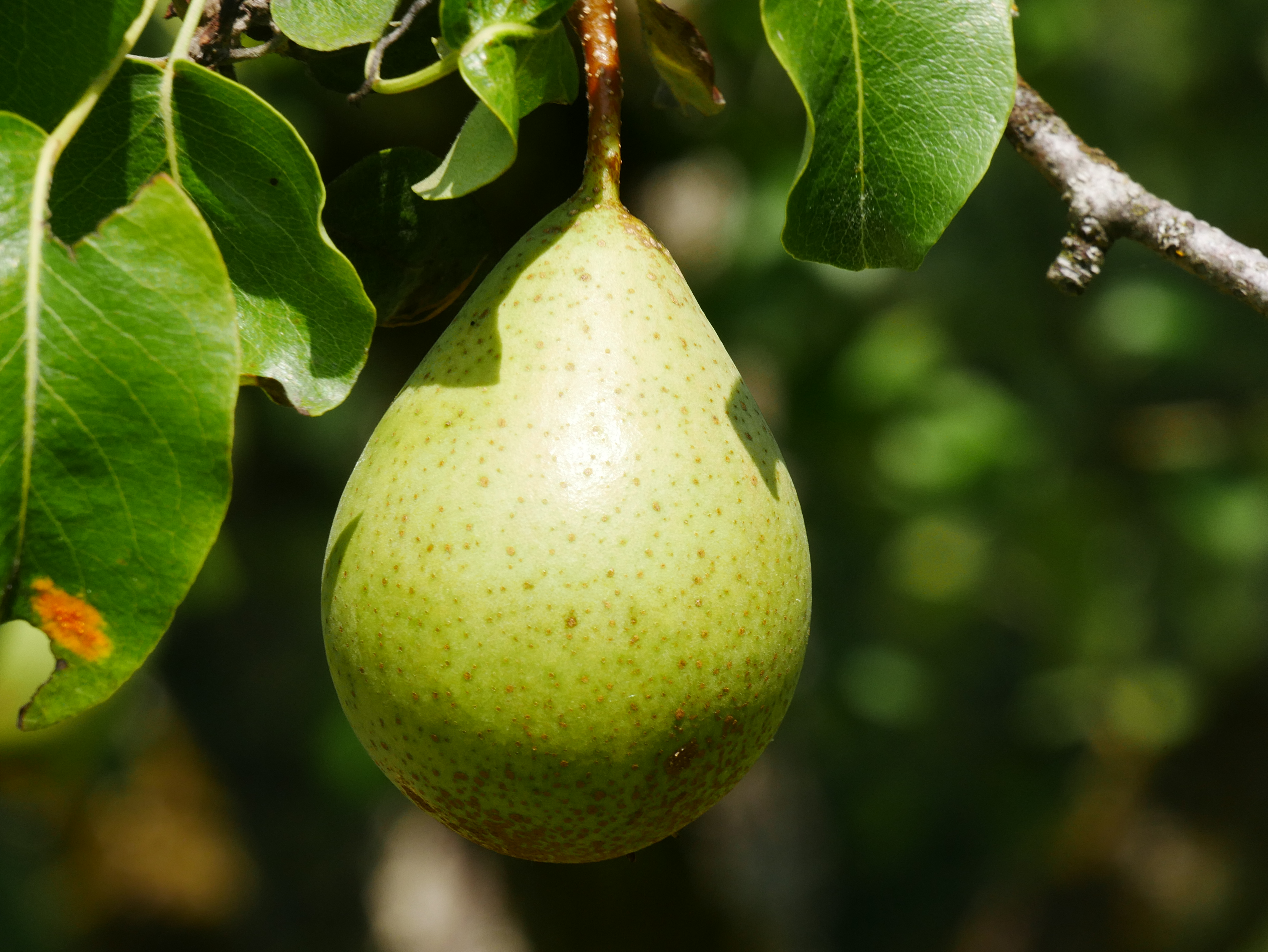

Die Birnensorte Gräfin von Paris (Französisch und international: Comtesse de Paris) ist eine alte Birnensorte,
deren genauer Ursprung in Frankreich in Dreux im Loiretal 1893 liegt. William Fourcine, ein engagierter Gärtner aus Dreux in Frankreich, züchtete die Sorte 1884.
Die Sorte wurde erstmals 1889 in einer französischen Gartenbauzeitschrift beschrieben und fand danach auch in Deutschland eine weite Verbreitung. Die Sorte ist eine früh blühende Winterbirne, die sich im Keller bis Januar, eventuell sogar bis März hält. Die grüne Birne kann auf der Sonnenseite leicht gelb werden und vereinzelt ist die Schale mit Rostfiguren verziert. Die Sorte glänzt mit hoher Fruchtbarkeit und hohem Ertrag.

## Baum
Der Baum ist relativ früh fruchtbar und bringt einen regelmäßigen hohen Ertrag. Als Winterbirne werden die Früchte idealerweise bis Mitte Oktober geerntet und sind bis in den Januar hinein lagerfähig.
Der Baum wächst mittelstark in die Höhe und wird auf Grund von letzterem im Erwerbsanbau heute eher selten verwendet. Die Sorte benötigt Weinbauklima und einen feuchten Boden mit guter Nachlieferungskraft oder guter Düngung. In ungünstigen Lagen schmeckt die Sorte nicht. Sie blüht ziemlich früh und ist dadurch etwas frostempfindlich.

## Frucht
Die mittelgroßen bis großen Früchte sind ei- bis birnenförmig. Die hellgrüne Grundfärbung der Früchte wechselt später in ein düsteres Gelblichgrün.

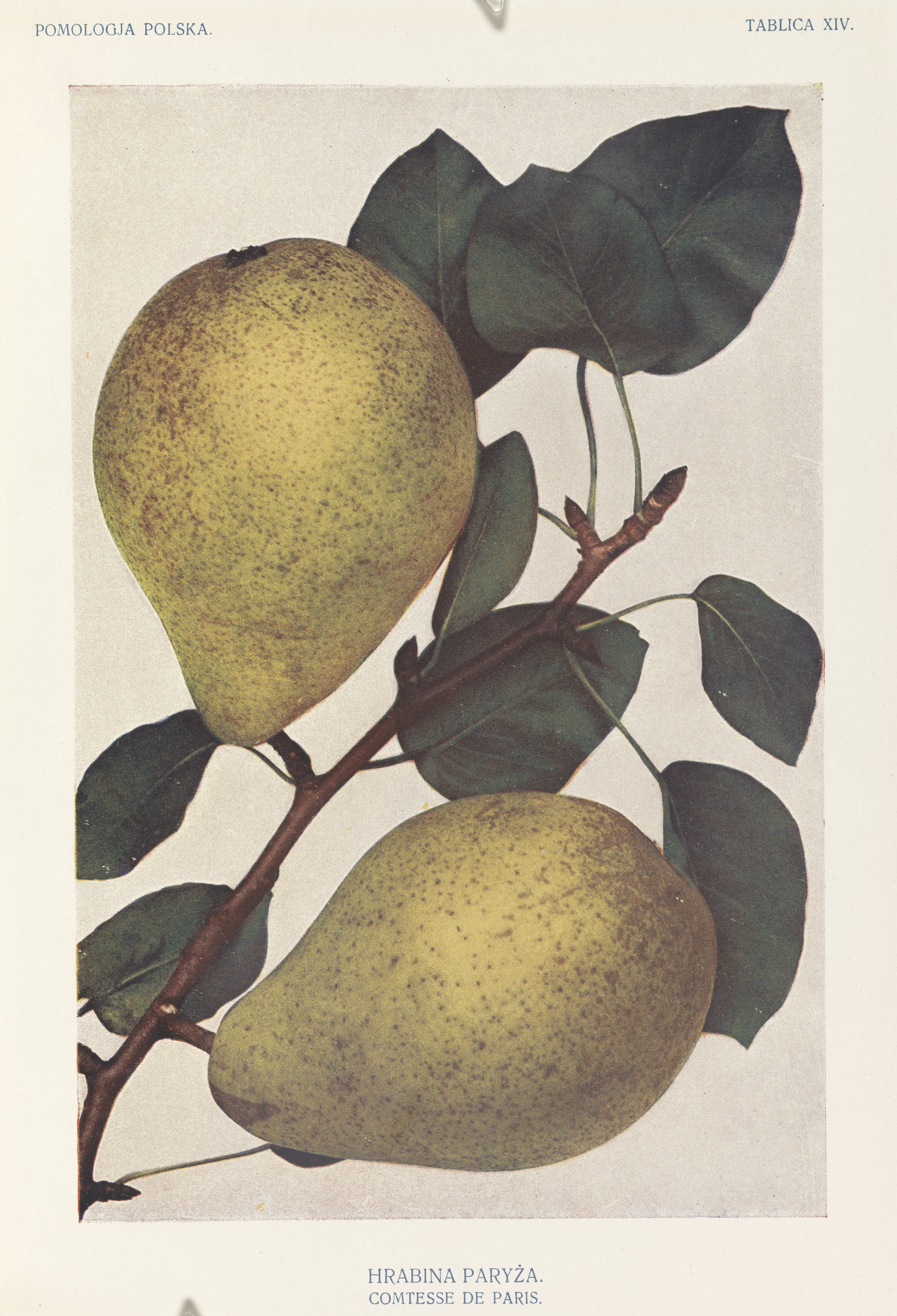
Polska pomologa 1921
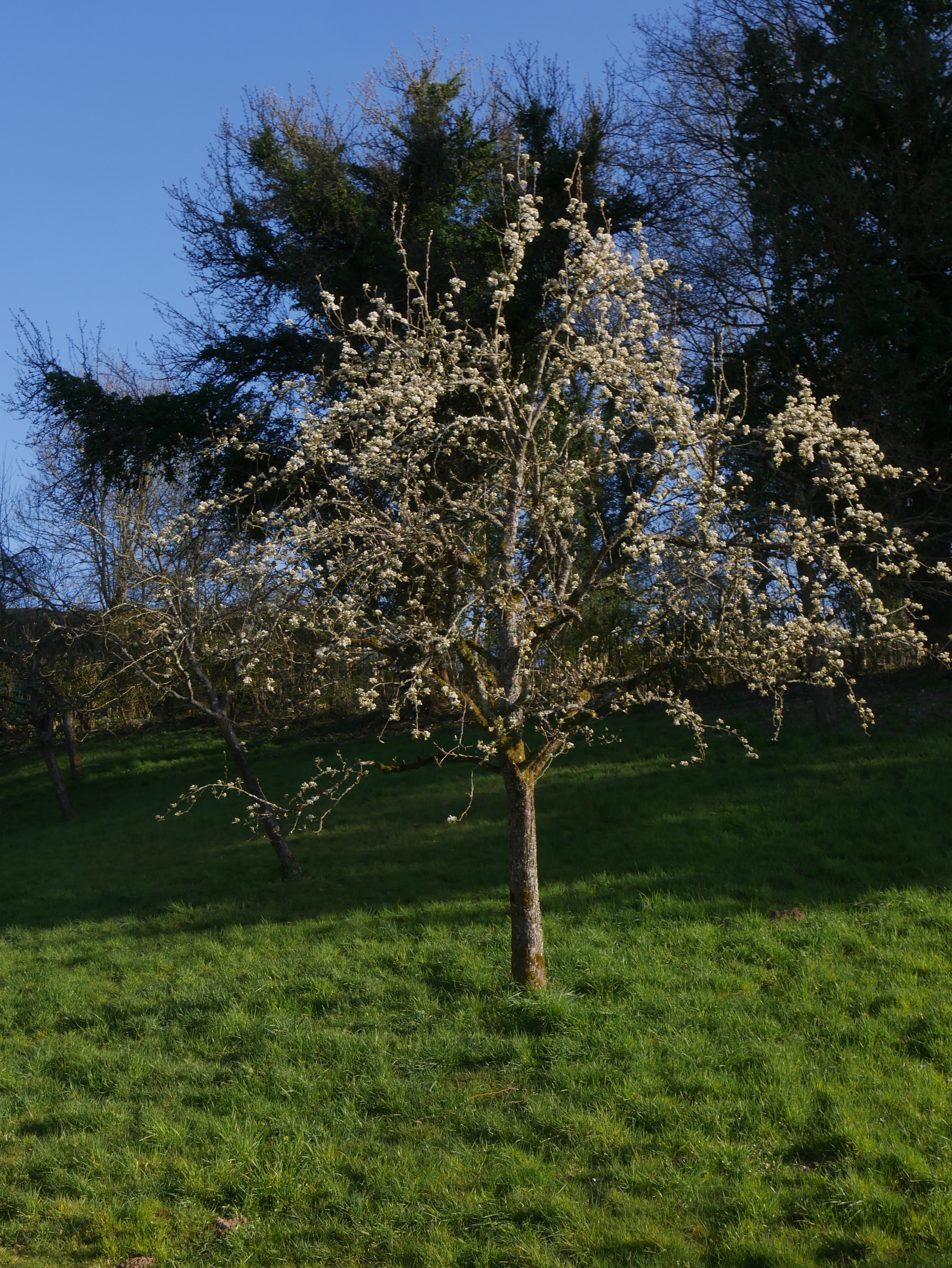
Ganzer (junger) Baum
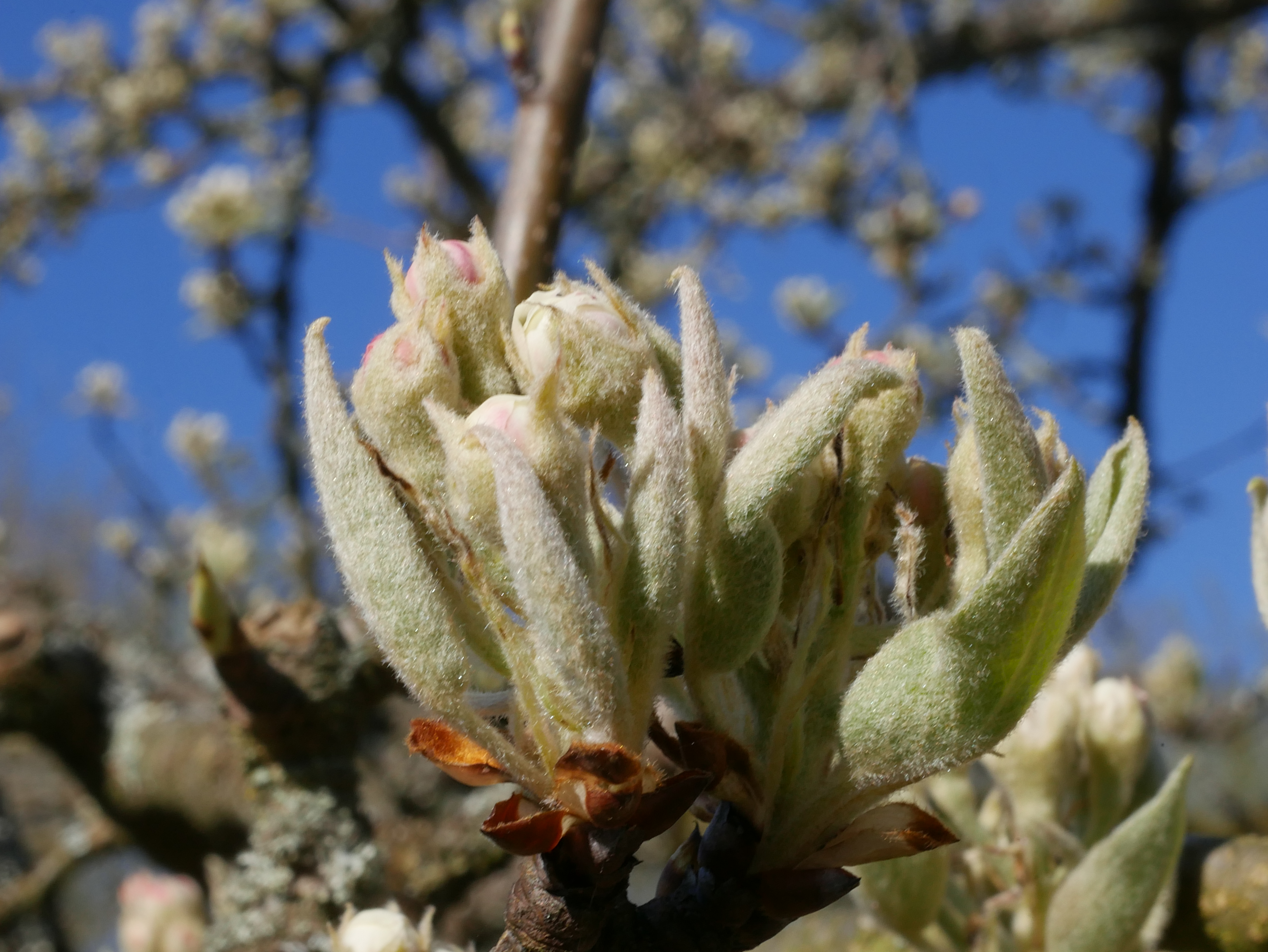
Knospen
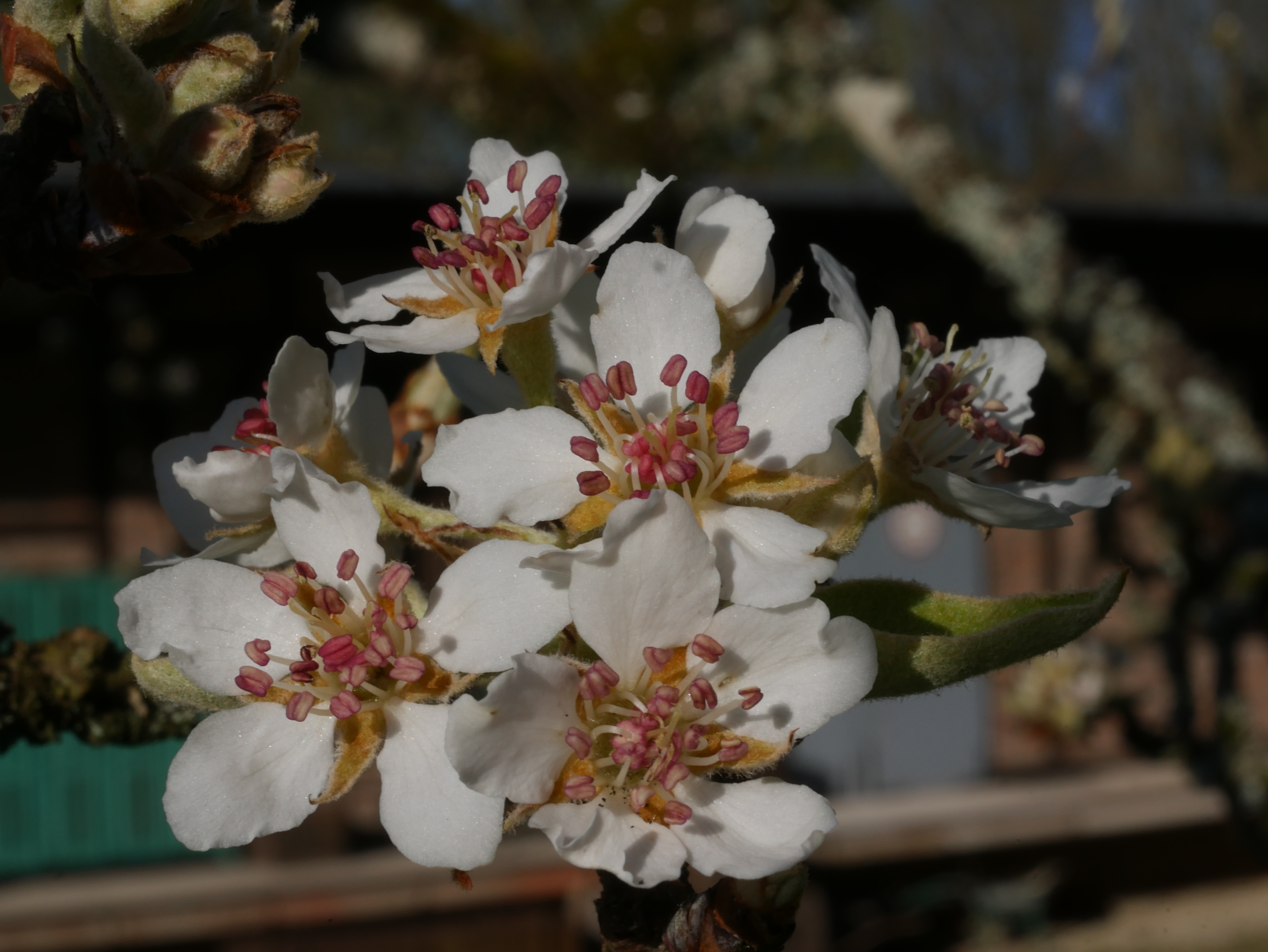
Blüten
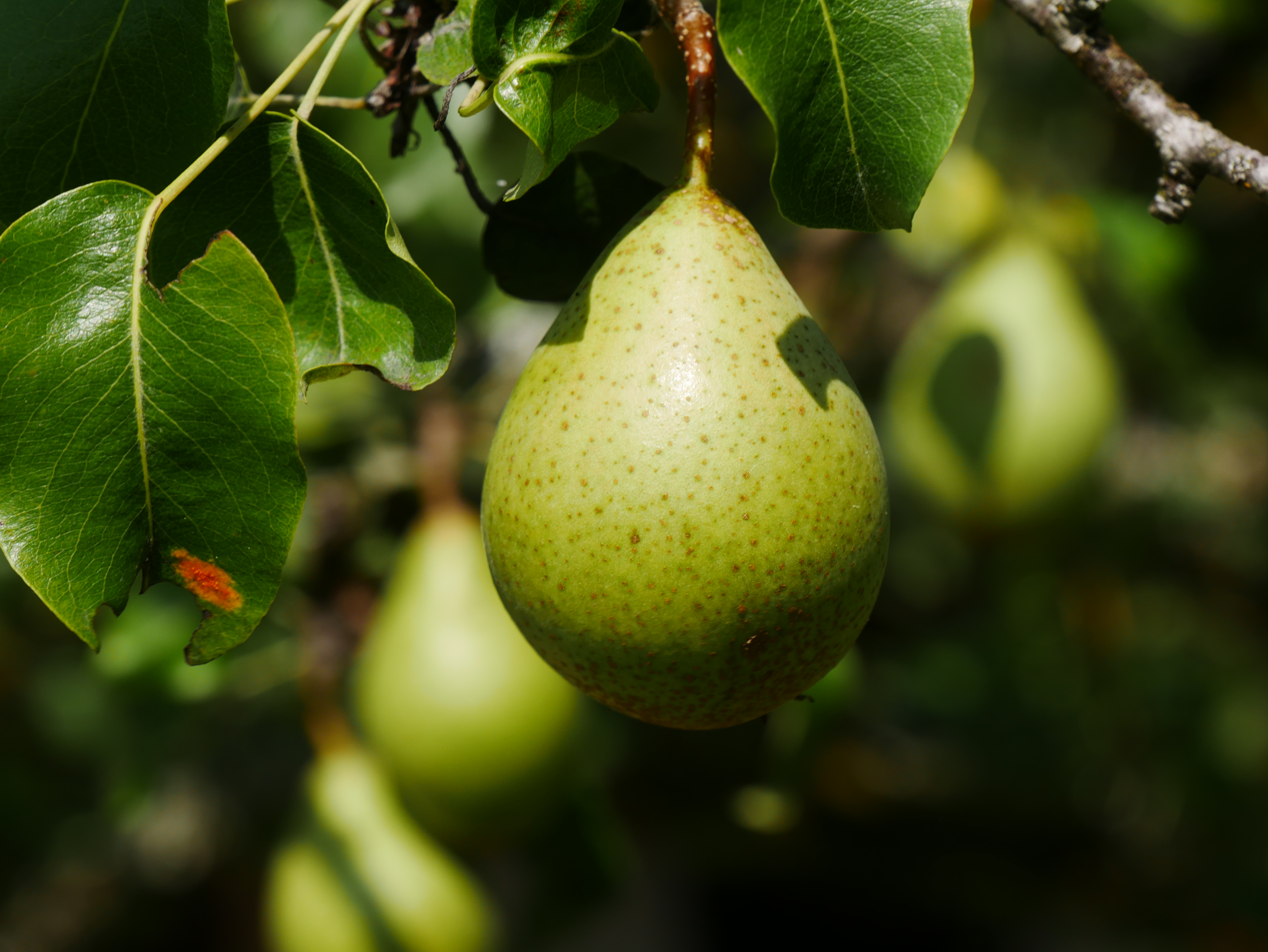
Früchte im Baum
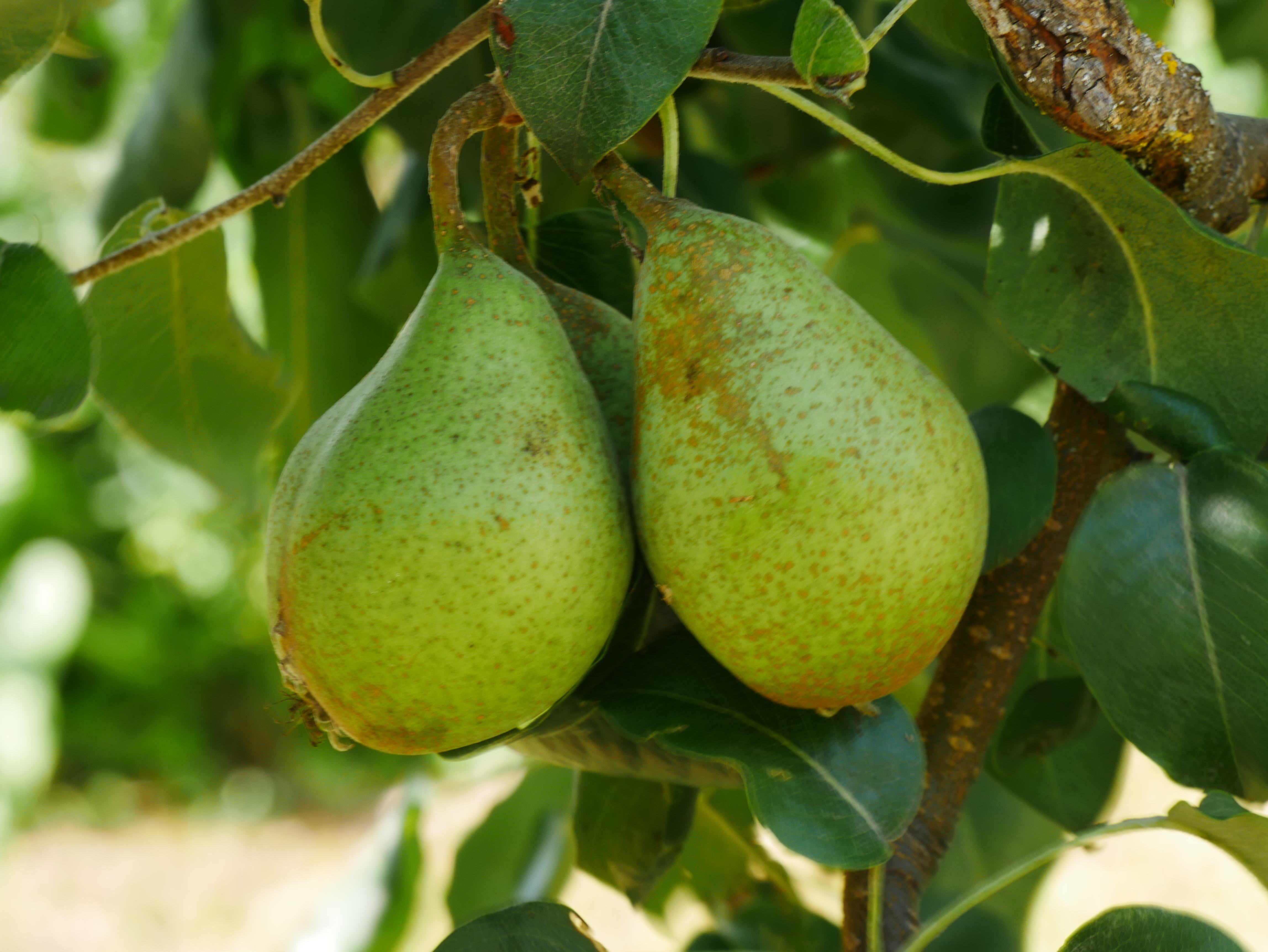
Einzelfrüchte
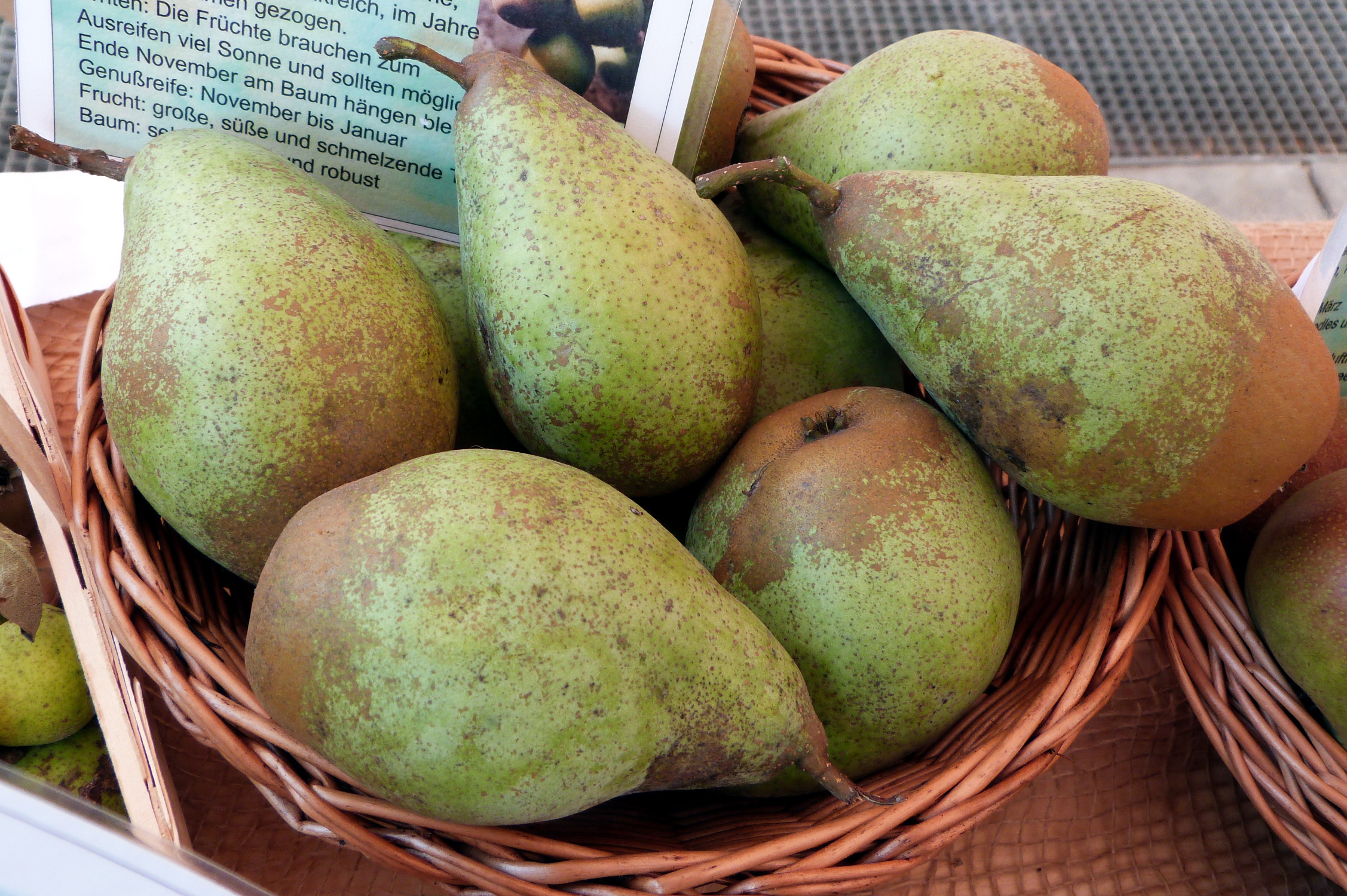
Reife Früchte